# Невражин, Владимир Иванович
Владимир Иванович Невражин (1868—1918) — русский кораблестроитель, строитель броненосных судов различного ранга и класса для Российского императорского флота, инспектор классов и преподаватель Морского инженерного училища Императора Николая I, организатор судостроительной промышленности, управляющий и первый избранный директор Адмиралтейского судостроительного завода, генерал-майор Корпуса корабельных инженеров.

## Биография
Владимир Иванович Невражин родился 16 сентября 1868 года в Одессе (по другим данным в Херсоне) в семье армейского подполковника. Владимир был младшим сыном в дворянской семье. Старший брат Василий родился 21 января 1868 года, стал генерал-майором для поручений при министре внутренних дел Российской империи.
В 1887 году Владимир поступил и в 1890 году окончил кораблестроительное отделение Технического училища Морского ведомства в Кронштадте. В чине младшего помощника судостроителя был направлен для прохождения службы в контору Николаевского военного порта.
В 1890—1894 годах в должности помощника строителя принимал участие в строительстве в Николаеве эскадренного броненосца «Три Святителя».
С 1894 по 1896 год учился на кораблестроительном отделение Николаевской морской академии, которое окончил по первому разряду.
В 1896 году вернулся в Николаев, где в должности младшего, а затем старшего помощника строителя участвовал в постройке броненосца «Ростислав» (строитель М. К. Яковлев), а после спуска его на воду 20 августа 1896 года, руководил его достройкой в Севастополе.

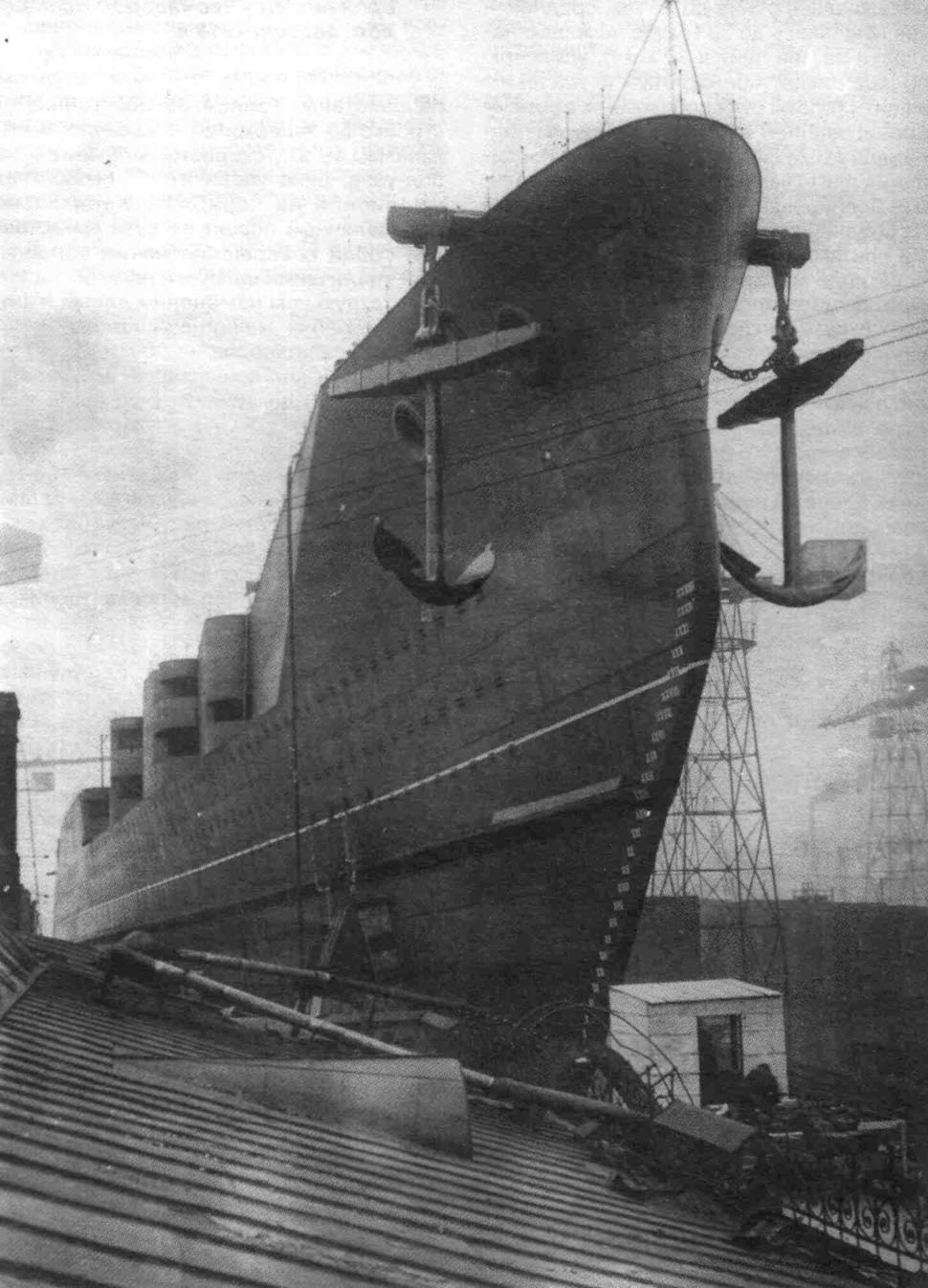
Линейный крейсер «Наварин» перед спуском в воду

С ноября 1898 года служил в Морском инженерном училище Императора Николая I в разных должностях: отделенным начальником (1896—1903), помощником инспектора классов (1903—1911), инспектором классов и штатным преподавателем училища (1911—1914), читал лекции по теории корабля и разработал ряд учебных пособий, изданных в типографии училища, в том числе «Теория корабля» в двух частях (1911) и «Корабельная архитектура и корабельные устройства» (1912). Каждое лето Невражин руководил практикой воспитанников училища на судостроительных заводах.
С августа 1912 года совмещал преподавательскую деятельность с работой на Адмиралтейском судостроительном заводе, был строителем крупнейших на тот период времени броненосных кораблей российского флота. 6 декабря 1912 года на стапелях завода заложил линейные крейсера «Бородино» и «Наварин».
28 марта 1913 года переименован в полковники Корпуса корабельных инженеров.
В годы Первой мировой войны работал в должности помощника начальника завода по механической части в кораблестроительной конторе Санкт-Петербургского порта и одновременно продолжал руководить постройкой линейных кораблей «Бородино» и «Наварин» на Адмиралтейском заводе.
19 июля 1915 года спустил на воду крейсер «Бородино» и приступил к его достройке. 8 сентября 1915 года за отличие в службе произведён в генерал-майоры, а 6 декабря того же года награждён орденом Святого Владимира 4 степени. 9 ноября 1916 года спустил на воду крейсер «Наварин». После Февральской революции достройка крейсеров замедлилась. 11 мая 1917 года Невражин был назначен начальником Адмиралтейского завода, сменив на этой должности своего однокашника по училищу генерал-лейтенанта А. И. Моисеева. После Октябрьской революции достройка крейсеров полностью прекратилась, но Невражин, поддержав Советскую власть, остался работать на заводе. В 1918 году был избран рабочими первым выборным директором Адмиралтейского завода.
В дни красного террора в Петрограде был по ошибке арестован вместо своего брата — Невражина Василия Ивановича, имевшего такие же инициалы имени-отчества, генерал-майора для поручений при министре внутренних дел Российской империи.
В августе 1918 года, после убийства председателя Петроградской ЧК М. С. Урицкого, Невражин Владимир Иванович был расстрелян большевиками, по другим данным — казнён вместе с другими заложниками — потоплен заживо на землечерпательной барже в Финском заливе.

## Семья
Владимир Иванович Невражин женился в 1890 году на Ольге Григорьевне Любомировой. У них было шестеро детей: четыре сына — Борис (рожд. 1896), Сергей (1899), Николай (1902), Кирилл (1909) и две дочери — Мария (1892) и Анна (1893).

## Награды
- орден Святого Станислава 3 степени (1900);
- орден Святой Анны 3 степени (1903);
- орден Святого Станислава 2 степени (1908);
- орден Святой Анны 2 степени (1913);
- орден Святого Владимира 4 степени (6 декабря 1915);
- светло-бронзовая медаль «В память 300-летия царствования дома Романовых» (1913);
- светло-бронзовая медаль «В память 200-летия морского сражения при Гангуте» (1915)[1][3].